# Lenny Montana
Lenny Montana föddes som Lenny Passofaro 13 mars 1926 i Brooklyn, New York, USA, död 12 maj 1992 i Vierri, Italien (hjärtattack), var en amerikansk/italiensk skådespelare.
Känd för rollen som Luca Brasi i första Gudfadernfilmen.

## Filmografi (filmer som haft svensk premiär)[4]
- 1972 – Gudfadern - Luca Brasi
- 1978 – Paranoia - Luchino
- 1978 – Superfajtern - Mercanti
- 1979 – Supernollan - bondfångare
- 1980 – Gatans kungar - "Whacko"
- 1981 – Knockout-brudarna - Jerome